# Franz Wanka (pivovarník)
Franz Wanka (14. února 1834 Praha – 31. října 1892 Praha) byl rakouský a český podnikatel v pivovarnictví.

## Biografie

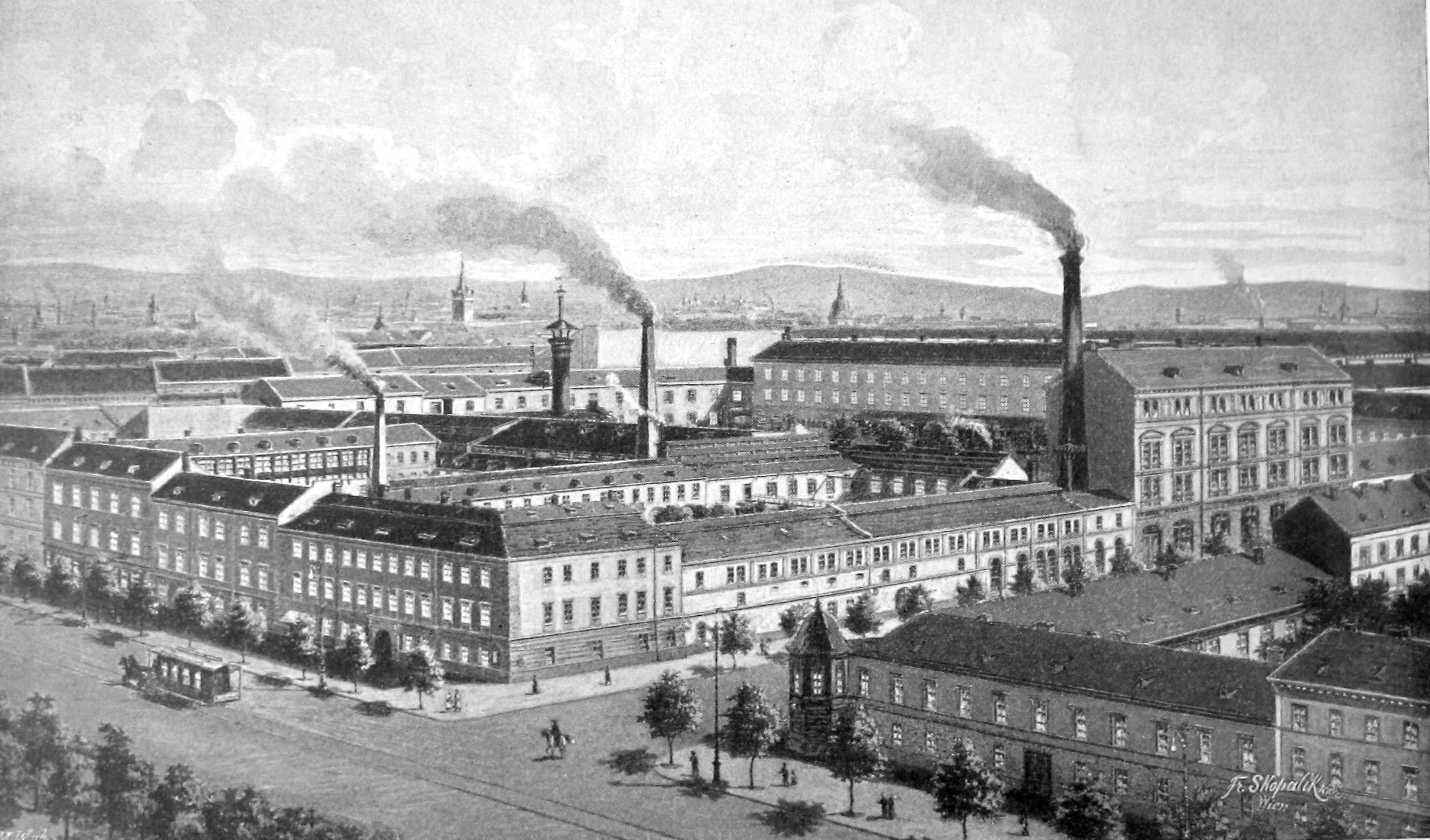
Pohled na pivovar Franze Wanky v Praze (1898)

Byl majitelem pražského pivovaru, který založil jeho děd Franz Wanka (původně dům U Primasů v centru města) a který pak vlastnil jeho otec Franz Wanka. V 60. letech 19. století převzal sám řízení firmy. Byl odborníkem na pivovarnictví a členem pražské obchodní komory. V obchodní komoře zasedal v její živnostenské sekci a to v letech 1875–1881.
Zemřel v říjnu 1892, ve věku 59 let. Pohřben byl na Olšanských hřbitovech.